# Мартинсајд F.3
Мартинсајд F.3 (енгл. Martinsyde F.3) је једноседи британски ловачки авион који је производила фирма Мартинсајд (енгл. Martinsyde). Први лет авиона је извршен 1917. године. 

Највећа брзина у хоризонталном лету је износила 229 km/h. Размах крила је био 9,98 метара а дужина 7,77 метара. Маса празног авиона је износила 768 килограма а нормална полетна маса 1032 килограма. Био је наоружан са 2 синхронизована митраљеза Викерс калибра 7,7 милиметара.

## Наоружање
| Наоружање авиона: Мартинсајд   |     |
| Ватрено (стрељачко) наоружање  |     |
| Топ                            |     |
| Митраљез                       |     |
| Број и ознака митраљеза        | 2   |
| Калибар                        | 7,7 |
| Бомбардерско наоружање (бомбе) |     |
| Ракетно наоружање (ракете)     |     |